# Municipalità di Borjomi
La municipalità di Borjomi (in georgiano ბორჯომის მუნიციპალიტეტი?) è una municipalità georgiana della regione di Samtskhe-Javakheti.
Nel censimento del 2002 la popolazione si attestava a 32 422 abitanti. Nel 2014 il numero risultava sceso a 25 214.
La città di Borjomi è il centro amministrativo della municipalità, la quale si estende su un'area di 1 189 km².

## Popolazione
Dal censimento del 2014 la municipalità risultava costituita da:
- Georgiani, 87,21%
- Armeni, 8,63%
- Osseti, 1,34%
- Greci, 1,16%
- Russi, 1,10%
- Ucraini, 0,35%

## Monumenti e luoghi d'interesse
- Borjomi
- Bakuriani
- Likani
- Tsagveri
- Gola di Borjomi
- Monastero di Mtsvane
- Monastero di Timotesubani
- Parco nazionale di Borjomi-Kharagauli